# Robert L. Rutherford

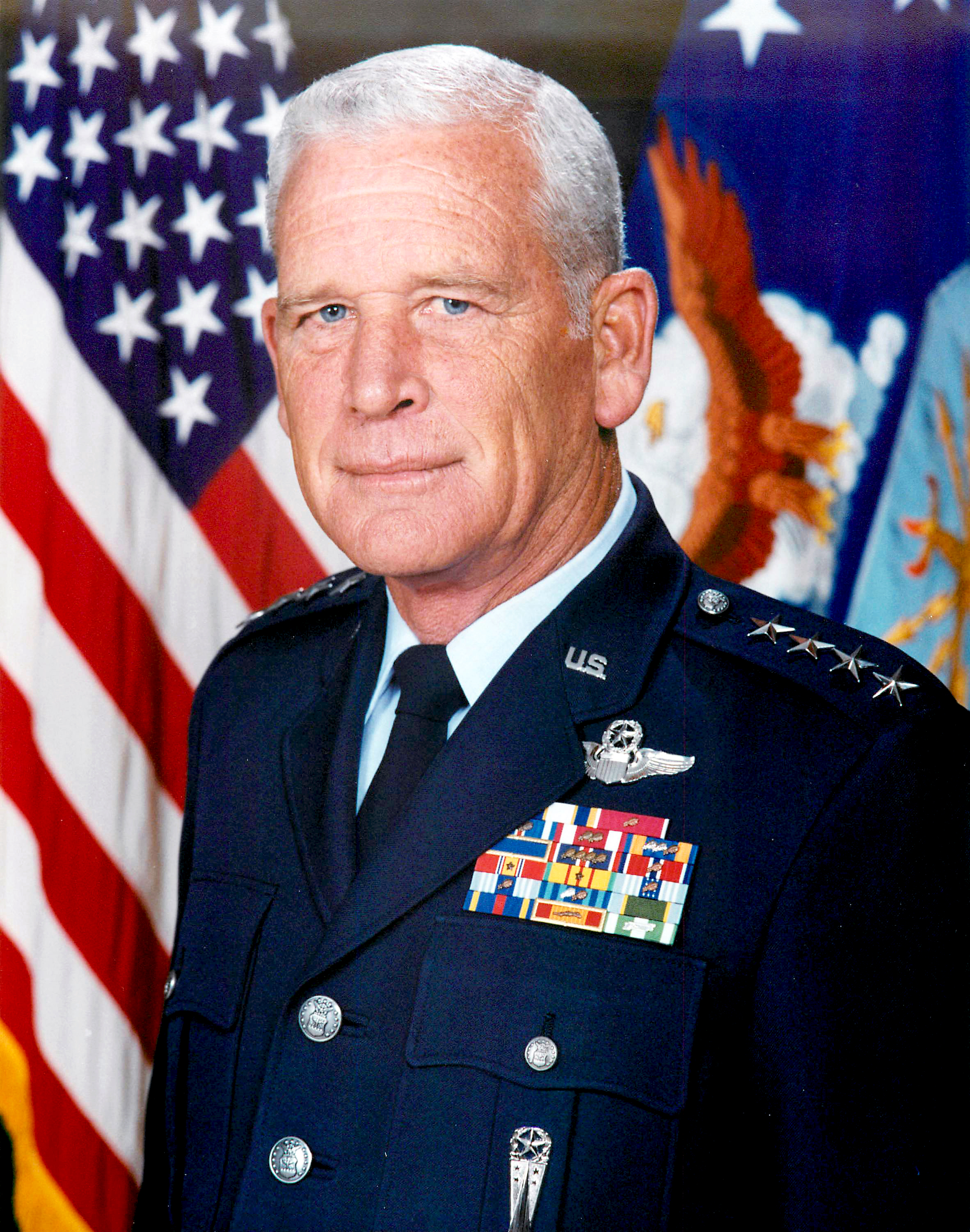
Robert Rutherford (1994)

Robert Lynn “Skip” Rutherford (* 11. Dezember 1938 in Luling, Texas; † 4. Juli 2013 in San Antonio, Texas) war ein US-amerikanischer Militärpilot und General der United States Air Force (USAF). Vom 18. Oktober 1994 bis zum 14. Juli 1996 war Rutherford Oberbefehlshaber des U.S. Transportation Command (USTRANSCOM), einem teilstreitkraftübergreifenden Funktionalkommando der Streitkräfte der Vereinigten Staaten, und befehligte mit dem Air Mobility Command zeitgleich außerdem ein Hauptkommando der USAF.

## Ausbildung und Karriere
Rutherford schloss 1961 ein Studium an der Southwest Texas State University, wo er auch ein Ausbildungsprogramm des Reserve Officer Training Corps absolvierte, mit einem Bachelor of Business Administration ab. Im selben Jahr trat er der Air Force bei und diente nach einer Flugausbildung auf verschiedenen Militärbasen als Fluglehrer. Zwischen Juni 1967 und Mai 1968 war er mit dem 435th Fighter Training Squadron auf der Ubon Royal Thai Air Force Base in Thailand stationiert, von wo aus er als F–4 Phantom-Pilot insgesamt 161 Einsätze im Vietnamkrieg flog.
Rutherfords weitere Ausbildung umfasste neben verschiedenen Lehrgängen und Weiterbildungen einen Masterabschluss in Business Administration von der Auburn University (1979). Als Pilot absolvierte er mehr als 4000 Flugstunden auf den Mustern T-37, T-38, F-4, F-15, F-16, F-111, C-5, C-130, C-135 und C-141.

### Dienst im Generalsrang
Im September 1982 wurde Rutherford als Vice Commander, Air Force Military Personnel Center, and Assistant Deputy Chief of staff for Military Personnel auf die Randolph Air Force Base, Texas, versetzt und in dieser Dienststellung am 1. Juni 1983 zum Brigadegeneral befördert. Von September 1983 an diente er an selber Stelle als Commander, U.S. Air Force Recruiting Service, and Deputy Chief of Staff for Recruiting, Headquarters Air Training Command.
Zwischen Januar 1985 und März 1987 war er Deputy Director of Programs and Evaluation, Director of Manpower and Organization, Office of the Deputy Chief of Staff for Programs and Resources im Hauptquartier der Air Force in Washington, D.C., von August 1986 an im Range eines Generalmajors, bevor er als Commander, 17th Air Force, Commander Allied Sector Three and Commander Allied Tactical Operations Center auf die Sembach Air Base nach Deutschland versetzt wurde, wo er bis Ende September 1989 blieb. Zwischen Mai 1991 und Mai 1992 war er stellvertretender Kommandeur des Military Airlift Commands der auf der Scott Air Force Base in Illinois angesiedelt war. Es folgte eine Versetzung zur Hickham Air Force Base in Hawaii. Dort war er ab Mai 1992 stellvertretender Kommandeur der Pacific Air Forces. Am 22. Januar 1993 übernahm er dort als Nachfolger von Jimmie V. Adams das Kommando über diesen Command, das er bis zum 12. Oktober 1994 innehatte, als John G. Lorber seine Nachfolge antrat.
Am 18. Oktober 1994 schließlich wurde Rutherford zum Oberbefehlshaber des U.S. Transportation Command und Befehlshaber des Air Mobility Command ernannt und zum General befördert.
Rutherford trat zum 1. August 1996 in den Ruhestand und verstarb am 4. Juli 2013 im Alter von 74 Jahren in San Antonio, wo er auf dem Fort Sam Houston National Cemetery beigesetzt wurde. Von 1961 bis zu seinem Tode war Rutherford verheiratet mit Grace “Kita” Rutherford, gemeinsam haben sie zwei Söhne.

### Beförderungen
| Rang               | Datum           |
| ------------------ | --------------- |
| Second Lieutenant  | 28. Mai 1961    |
| First Lieutenant   | 16. Januar 1963 |
| Captain            | 16. Januar 1966 |
| Major              | 1. Juli 1969    |
| Lieutenant Colonel | 1. Mai 1973     |
| Colonel            | 1. März 1978    |
| Brigadier General  | 1. Juni 1983    |
| Major General      | 1. August 1986  |
| Lieutenant General | 1. Oktober 1989 |
| General            | 1. Februar 1993 |

### Auszeichnungen
Auswahl der Dekorationen, sortiert in Anlehnung an die Order of Precedence of Military Awards:
- Air Force Distinguished Service Medal
- Legion of Merit mit Eichenlaub
- Distinguished Flying Cross mit zweifachem Eichenlaub
- Air Medal mit elffachem Eichenlaub
- Meritorious Service Medal mit zweifachem Eichenlaub
- Vietnam Service Medal mit zwei Service Stars
- Republic of Vietnam Gallantry Cross mit Palmwedel
- Vietnam Campaign Medal